# Bernard Maroquin
Bernard Maroquin, 22 juillet 1939 à Mainvilliers (Eure-et-Loir), est athlète français spécialiste des courses de fond.
Ce coureur s'offre un record de France du 10 000 mètres en 28 min 45 s le 21 août 1965 à Oslo et les records de France des 10 miles, du 20 km et de l'heure dans une même course en 1967 et enfin, une troisième place lors du 5 000 mètres du meeting de Charlety en 1965 derrière Michel Jazy, qui bat le record d'Europe de la distance, et le champion olympique tunisien du 5 000 mètres Mohammed Gammoudi ; il est sélectionné en équipe de France de cross country de 1964 à 1968.

## Biographie

### Débuts
Enfant, Bernard Maroquin apprend l'effort en se rendant dans une lointaine école. Le soir, il aide ses parents en travaillant dans les champs avant de faire ses devoirs. Ce labeur lui confère une mentalité qui lui sert plus tard durant les courses. À treize ans, il dispute sa première course : un cross scolaire dans la boue du stade des Bas-Bourgs à Chartres. Bien qu'il court en chaussure de ville, il se classe dans les dix premiers et se fait remarquer par Julien Meyer, professeur d'éducation physique à l'École normale des garçons. Par lettre, il propose à ses parents qu'ils s'inscrivent à l'école de sport dont il est l'animateur. L'année suivante, en 1952, le jeune Mainvillois signe sa première licence athlétisme-cross au Normal-Sport-Chartrain. Il est grand pour son âge, mince, taillé pour courir vite et longtemps. Ses premiers résultats sont encourageants et il participe aux championnats de France UFOLEP avec l'équipe d'Eure-et-Loir.
Début 1956, aux championnats départementaux sous la neige, il bat pour la première fois ses adversaires habituels et inscrit la première ligne à son palmarès. En été, il devient champion régional cadets du 1 000 mètres. À dix-huit ans, la vie active lui est conseillée et il intègre la SCAEL comme employé de bureau. Il court toujours mais sans s'entraîner jusqu'à être mobilisé pour le service national. Maroquin échappe à la guerre d'Algérie en étant muté dans le génie de l'air à Toul. À son retour, il décide de s'investir davantage dans la compétition. Habitant toujours au domaine du château de Mainvilliers, il bénéficie de la proximité du parc pour aligner les kilomètres. Sur ce tour d'un demi-kilomètre, il peut se chronométrer et court même la nuit, avec une pile carrée à la main pour voir à deux mètres.

### Révélation
Début 1962, il passe du Normal-Sport-Chartrain au Luisant AC et s'entraîne tous les jours seul et en fonction de ses sensations, sans plan d'entraînement. En octobre, il s'impose au cross de Dreux et bat l'international Maurice Chiclet. Il s'adjuge ensuite ses premiers titres départementaux et régionaux seniors. Lors d'une course à Pontivy, il s'aligne aux côtés de Michel Jazy, la star de l'athlétisme français, et découvre pour la première fois une épreuve avec autant de spectateurs et des concurrents anglais. Maroquin termine 5e et est la révélation du jour. Mais, usé par une saison pléthorique, le Mainvillois se contente de la vingtième place aux championnats de France. Sur la piste, il bat le record régional du 5 000 mètres en 14 min 50 s à Nogent-le-Rotrou. Il passe à deux entraînements par jour, tout en travaillant à plein temps.

### Consécration (1964-1965)
Une 5e place au cross international de Chartres remporté par Jazy laisse augurer une grande saison 1964. Départementaux, régionaux et inter-régionaux le voient monter sur la plus haute marche du podium. Le DTN Robert Bobin le sélectionne pour le cross de Madrid. Il prend ensuite la 7e place du championnat de France à Montluçon et se qualifie pour le cross des Nations. Maroquin se classe 67e et déclare : « cela n'a rien à voir avec les courses normales. Tu lèves le pied quinze secondes et dix gars te passent ». Sur la piste, Bernard améliore ses records personnels. Il se retrouve sélectionné sur 5 000 m pour un Portugal-France à Lisbonne dans lequel il s'impose. Les sélections s'enchaînent, l'Eurélien a pris sa place parmi les meilleurs Français mais ne réussit pas les minimas pour participer aux Jeux olympiques d'été de 1964 à Tokyo. La saison 1965 de cross s'achève en apothéose avec un podium au Championnat de France de cross-country et une 14e place au cross des Nations à Ostende, une course télévisée en direct qui bénéficie d'une forte audience.
Au retour d'Ostende, Robert Bobin lui propose un stage d'oxygénation à Font-Romeu. Deux jours plus tard, le sociétaire du Luisant AC découvre la montagne où il passe douze jours avec une poignée d'athlètes. Après une troisième place le 11 juin lors du meeting de Paris au stade Charlety derrière Michel Jazy, qui bat le record d'Europe de la distance, et le champion olympique tunisien du 5 000 mètres Mohammed Gammoudi, Maroquin est ambitieux aux championnats de France, qu'il aborde après plusieurs sélections en équipe de France. Mais il échoue au pied du podium. Cette déception l'amène à réfléchir et, voyant son avenir bouché sur 5 000 m, il décide de passer sur 10 000 mètres. Du jour au lendemain, il double son kilométrage d'entraînement. Six jours sur sept, il court 20 km à l'aube avant d'aller travailler entre Mainvilliers et Fontaine-la-Guyon, effectue un footing de récupération de 20 minutes le midi puis une douzaine de kilomètres en train rapide le soir. Son jour de repos, le dimanche, il ne parcourt « que » 10 km. Bobin, pourtant pas au courant de son désir de passer sur la distance supérieure, lui propose de courir un 10 000 m lors de France-Suisse le 14 août. Pour sa première expérience sur 25 tours de piste, il s'impose nettement. Le DTN le sélectionne pour la Coupe d'Europe le 21 août à Oslo. Le jour de la course, devant la délégation française rejointe par Thierry Roland, il est surpris par l'allure rapide mais s'accroche à la quatrième place. À cinq tours de la fin, Maroquin se permet le luxe de prendre la tête mais paye cet effort. À la volonté, il s'adjuge la 4e place. Dans les gradins, Jazy lui montre son chronomètre puis Bobin vient lui montrer le sien : 28 min 45 s, record de France amélioré de trois secondes. Miroir Sprint titre : « son deuxième 10 000 mètres a valu à Maroquin un record de France ».

### Poursuite plus calme (depuis 1966)
En termes de résultats prestigieux, Bernard Maroquin ne fait pas mieux par la suite. Son statut d'amateur l'empêche d'aller tutoyer les plus grands. Il participe en tout à cinq cross des Nations dont sa meilleure place est 13e en 1966. Lors du cross international de Chartres, le 6 février, événement majeur de la saison athlétique en Eure-et-Loir, Maroquin s'oppose à des étrangers de valeur venus affronter les meilleurs coureurs français devant un public nombreux. Michel Jazy s'impose assez facilement mais la deuxième place revient au local qui se débarrasse de l'espagnol Aguillar en franchissant mieux que lui le dernier obstacle.Il termine l'année 1966 en s'adjugeant la 13ème place de la Corrida de la Saint-Silvestre de Sao Paulo. 
Le 16 avril 1967, lors d'une même course sur piste à Saint-Maur, il bat les records de France du 20 000 mètres (1 h 01 min 02 s) d'Alain Mimoun, de l'heure (19,667 km) ainsi que des 10 miles (49 min 01 s),. En 1968, il décroche une nouvelle troisième place au championnat de France.
En 1974, Maroquin termine troisième du championnat régional, remporté par Guy Colas. De retour après une courte pause mais sans ambition majeure, il se contente de suivre le train imposé par Colas puis le dépose à la faveur du dernier faux-plat. Cela lui vaut quelques remarques acerbes des supporters du second mais c'est en maître tacticien qu'il agi, fort de son expérience du haut-niveau.
Malgré son lourd entraînement, Maroquin attend d'avoir 36 ans pour participer, lors du championnat de France 1975 organisé à Dunkerque, à son premier et unique marathon qu'il termine en 2 h 37 min 31 s. Il déclare : « Le marathon ne m'a jamais beaucoup attiré. Il m'a même toujours un peu effrayé...Pour cette seule expérience, j'étais mal préparé. Jusqu'au 35e km, cela ne s'est pas trop mal passé, mais au 40e km, j'ai commis une grosse bêtise en me passant de l'eau froide sur le ventre. Cela m'a définitivement coupé l'envie de faire du marathon ». En 1976, il rejoint le Club sportif de Mainvilliers pour rejoindre son frère. En 1980, il prend la quatrième place de la course senior du cross départemental alors qu'il est déjà vétéran.
En 1982, la municipalité de Mainvilliers attribue le nom Bernard-Maroquin à son nouveau complexe sportif. Le stade et la salle multisports sont inaugurés le 22 mai 1983 et Bernard est au départ du 3 000 mètres organisé pour l'occasion.
Après avoir travaillé pour le magazine La défense agricole, il s'installe à Blois (Loir-et-Cher) pour sa retraite. En 2012, il court sa dernière course à l'occasion des 40 ans du cross de Seresville, créé par son frère. Il se met ensuite à la marche dynamique.

## Palmarès
- 17  sélections en Équipe de France A (piste et cross)
- Cross :
  - cinq participations au cross des Nations (meilleure place : 13e en 1966)[2]
  - 3e du Championnat de France de cross-country en 1965 et 1968
  - 22 titres départementaux, régionaux et inter-régionaux en seniors entre 1962 et 1974
  - 13 titres en vétérans entre 1983 et 1988
- Piste :
  - Champion de France UFOLEP sur 1 500 mètres et 5 000 m en 1964 et 1964
  - Vice-champion d'Europe vétérans sur 5 000 m et 10 000 m en 1980

## Records
- Record de France du 10 000 mètres (28 min 45 s 2) en 1965
- Record de France de l'heure (19,667 km)
- Record de France du 20 000 mètres (1 h 01 min 02 s)
- Record de France du 10 miles (49 min 01 s)
- Record de France UFOLEP sur 1 500 mètres et 5 000 m en 1964 et 1964